# Visita virtual

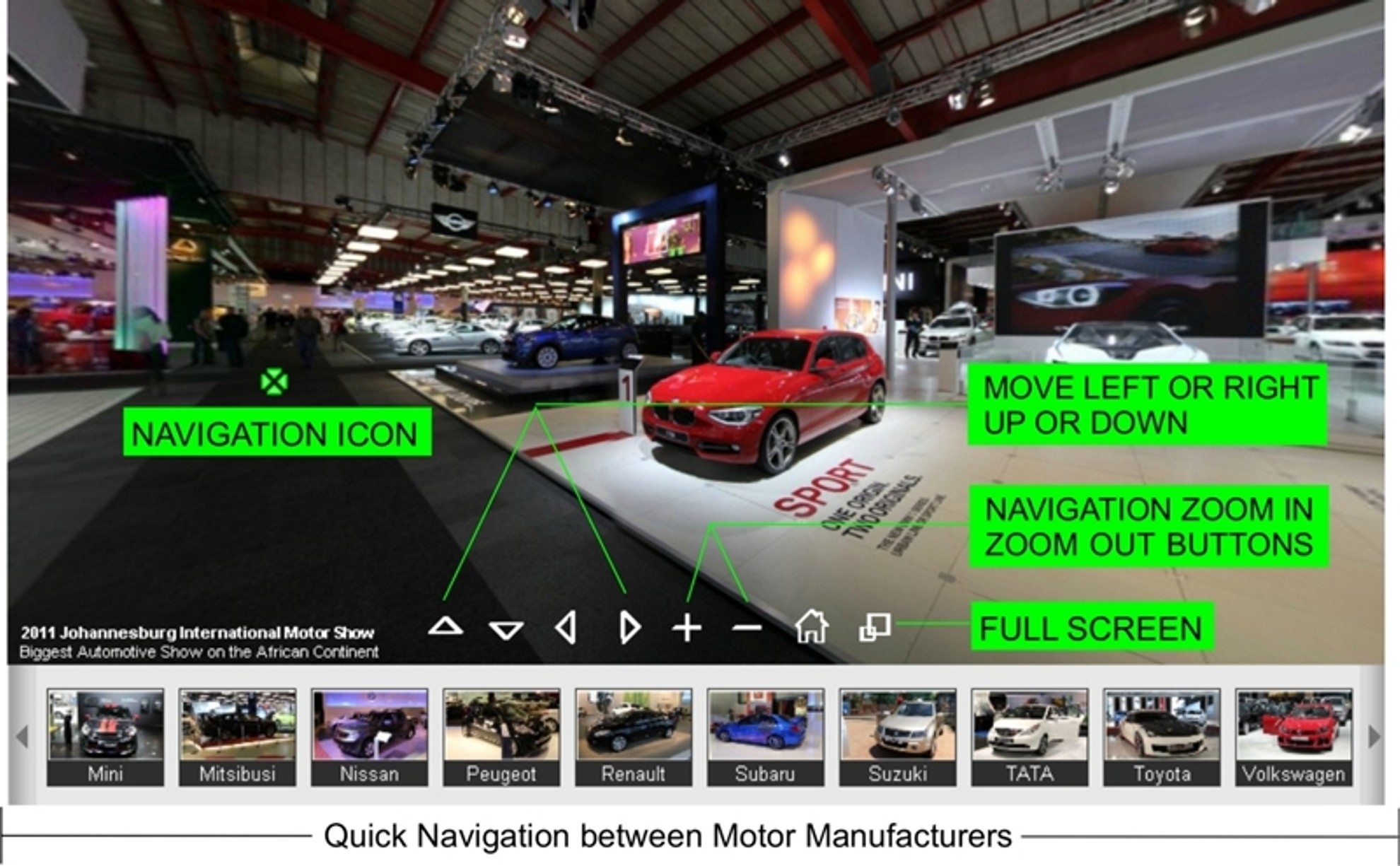
Visita Virtual con indicación de mandos para interactuar

La visita virtual, también llamada paseo, recorrido o tour virtual, es una forma de conocer un espacio a través de la interacción con el ratón -no inmersiva- o de la Realidad Virtual -inmersiva- posibilitando así, y según su diseño, recorrer diferentes espacios o lugares de determinado entorno.
La simulación de ese entorno se basa en la interconexión de una serie de imágenes omniorámicas o panorámicas de 360° y 180°, denominadas equirectangulares, que permitan una visualización completa de lo que rodea el punto de visión, o de su representación sintética, a través de imagen generada por computadora,
conformando así un espacio real, generado y manipulado mediante un software específico.
Un espacio accesible desde cualquier computadora o dispositivo móvil o celular con acceso a Internet, aportando una sensación parecida a encontrase realmente en el sitio que se trate.
Los Tours o Visitas virtuales pueden contener elementos multimedia tales como imágenes, videos, documentos en pdf, o enlaces a URLs, aumentando considerablemente las posibles aplicaciones de uso.
Las visitas virtuales son generadas mediante software especial para tal efecto, que permite la interconexión entre las diferentes imágenes equirectangulares y los hitos necesarios para poder trasladarse o elementos añadidos anteriormente. Tienen la capacidad de ofrecer la visita virtual en formato 360 para poder realizar el visionado mediante gafas 3D.
Este tipo de tecnología ha tenido un desarrollo durante los últimos años, pero debido a la cuarentena a nivel mundial sufrida por consecuencias del Covid-19, ha tenido una aceleración por la demanda de este tipo de servicios. Un ejemplo claro es la simulación de recintos feriales para la realización de este tipo de eventos de manera virtual. Las personas se pueden movilizar por los diferentes escenarios, interactuar con espacios como stands de marcas y con otras personas. En la experiencia se incluye un Avatar, que es el diseño de un personaje que los usuarios crean para visualizar durante el recorrido. 

## Historia
La historia de la visitas virtuales se relaciona con los intentos desarrollados por la NASA, ya en los albores de los años 60 y posteriores del siglo XX, con la finalidad de crear simuladores computacionales en los que realizar labores de entrenamiento y aprendizaje de las tripulaciones de naves y sistemas espaciales.
En los inicios del siglo XXI, ante el habitual proceso de difusión de métos y técnicas, junto con el abaratamiento de los productos manufacturados, se produce la comercialización de distintos dispositivos ópticos, como cámaras omniorámicas u omnidireccionales, lo que, junto al avance de las capacidades computacionales y de aplicaciones adecuadas, específicamentes de "cosido de imágenes" o stitching, genera una diseminación de capacidades que propician el nacimiento de diversas industrias dedicadas a la comercialización de estas técnicas como recursos promocionales, turísticos y de muy diversa índole.
Unas técnicas que permiten trasladarse a través de un espacio como si se estuviera físicamente en el, hacer zum y giros de 360 grados, complementado, incluso, con planos descriptivos y de situación u otros elementos, como vídeos, imágenes, etcétera.

## Aplicaciones de las Visitas Virtuales
Una Visita Virtual, dado el posible atractivo que supone para las personas que hagan uso de ella, puede resultar una forma de promoción efectiva, suponiendo el uso de esta tecnología interactiva un método empleado en muy diferencas campos de aplicación, estando principalmente orientada a aquellas empresas u organismos que deseen mostrar un espacio real de forma interactiva.
Dentro de las posibles aplicaciones se señalan:
- entornos museísticos o monumentales

- difusión del patrimonio cultural

En ámbitos promocionales y turísticos:
- promoción de inmuebles
- promoción de hoteles
- catálogo de eventos
- mercado de seguros
- docencia